# Selen Domaç
Selen Domaç (* 14. März 1981 in Istanbul) ist eine türkische Schauspielerin.

## Biografie
Domaç wurde am 14. März 1981 in Istanbul geboren. Sie studierte an der Mimar Sinan Üniversitesi. Ihr Debüt gab sie 2000 in der Fernsehserie Üzgünüm Leyla. Von 2011 bis 2012 war sie in Farklı Desenler zu sehen. 2015 trat sie in dem Film Kümes auf.
Danach bekam Domaç 2019 in Aykut Enişte eine Hauptrolle. 2020 wurde sie für die Serie Hizmetçiler gecastet. Im selben Jahr setzte sie ihre Karriere in Love 101 fort. Zwischen 2020 und 2022 spielte sie in Çöp Adam mit.

## Filmografie
Filme
- 2015: Kümes
- 2019: Aykut Enişte
- 2021: Aykut Enişte 2
- 2022: Katakulli Gözükaralar
- 2023: Ne Olacak Halim?

Serien
- 2000: Üzgünüm Leyla
- 2011–2012: Farklı Desenler
- 2012: Acayip Hikayeler
- 2015: Serçe Sarayı
- 2015–2016: Yeter
- 2018: Koca Koca Yalanlar
- 2020: Hizmetçiler
- 2020: Love 101
- 2021: Seni Çok Bekledim
- 2020–2022: Çöp Adam